# Limnophora biprominens
Limnophora biprominens este o specie de muște din genul Limnophora, familia Muscidae, descrisă de Zhang și Xue în anul 1996.
Este endemică în Guizhou. Conform Catalogue of Life specia Limnophora biprominens nu are subspecii cunoscute.